# الاپورام
الاپورام (به انگلیسی: Allapuram) یک منطقهٔ مسکونی در هند است که در تامیل نادو واقع شده‌است.

## خصوصیات
الاپورام ۲۶٬۶۶۰ نفر جمعیت دارد.